# 32242 Jagota
32242 Jagota è un asteroide della fascia principale. Scoperto nel 2000, presenta un'orbita caratterizzata da un semiasse maggiore pari a 2,3329797 UA e da un'eccentricità di 0,1021784, inclinata di 7,52259° rispetto all'eclittica.